# 스티븐 케시
스티븐 오케추쿠 케시(Stephen Okechukwu Keshi, 1962년 1월 23일 ~ 2016년 6월 7일)는 나이지리아의 전 축구 선수이자 축구 감독이다. 나이지리아 축구 국가대표팀의 일원으로 1994년 FIFA 월드컵에 참여하였으며, 또 감독으로써 팀을 이끌고 2014년 FIFA 월드컵에서 나이지리아를 16강에 올려 놓았다. 2016년 6월 7일 심장마비로 사망하였다. 향년 55세.